# The Buttocks
The Buttocks gelten unter vielen Alt-Punks in Deutschland als eine der Punkbands schlechthin, ihr Debütwerk war die erste politisch linksgerichtete Punkplatte Deutschlands. Die Band wurde 1978 in Hamburg gegründet.

## Geschichte
Die Ur-Besetzung bestand aus Mike Stanger (Gesang), Stéphane Larsson (Schlagzeug), Rainer Jarren (Gitarre) und Michael Ruhl (Bass).
Zwei EPs kamen 1980 und 1981 auf dem Hamburger Label Konnekschen heraus, benannt nach einem gleichnamigen, nicht mehr existierenden Plattenladen in der Straße Unterm Durchschnitt im Hamburger Uni-Viertel, dazu erschienen noch einige Stücke auf Samplern. Bereits 1983 folgte die Auflösung. Der Schlagzeuger Stéphane Larsson spielte später bei Slime (nach dem Weggang von Stefan Mahler) und gründete anschließend mit dem Slime-Bassisten Eddie und deren Gitarristen Michael „Elf“ Mayer die Punkband Targets.
Der Sänger Mike Buttock gründete mit dem Herausgeber des Pretty Vacant-Fanzines, Eugen Honold, die Band KomaKombo.
Noch weit nach der Auflösung der Buttocks erschienen Aufnahmen, die größtenteils live sind und die Energie dieser Band gut verdeutlichen.
Live waren die Buttocks in den Augen und Ohren vieler Punk-Zeitgenossen die beste Hamburger Punk-Band zur damaligen Zeit.

## Stil
Die Band spielte einen ungemein schnellen und aggressiven Stil. Obwohl es den Begriff damals noch nicht gab, gilt die Band heute als eine der ersten „Hardcore“-Band Deutschlands. Die meisten Songs wurden in englischer Sprache gesungen.

## Diskografie

### Studioalben und EPs
- 1979: The Buttocks (7"-EP, Konnekschen, Kon S1)
- 1980: Vom derbsten (7"-EP, Konnekschen, Kon S3)
- 1985: Fuckin’ in the Buttocks (LP, Weird System, WS012, lim. 1000)
- 1991: Law and Order (LP, Weird System, WS043)

### Kompilationen
- 1980: In die Zukunft (LP, Konnekschen, Kon LP 3)
- 1983: Keine Experimente! (LP, Weird System, WS003)
- 1990: Paranoia in der Strassenbahn (LP, Weird System, WS037)
- 1991: Nazis raus! (LP, Weird System, WS045)
- 1998: Bloodstains across Germany (LP, US Boot-Label)